# روبرت أو. بلاد
روبرت أو. بلاد هو سياسي أمريكي، ولد في 10 نوفمبر 1887 في إينفيلد في الولايات المتحدة، وتوفي في 3 أغسطس 1975 في كونكورد في الولايات المتحدة. نشط حزبياً في الحزب الجمهوري. وقد انتخب عضو مجلس ولاية نيوهامبشير ‏ وانتخب حاكم نيو هامبشاير ‏.